# Гориглядівська сільська рада
Горигля́дівська сільська́ ра́да — адміністративно-територіальна одиниця та орган місцевого самоврядування в Монастириському районі Тернопільської області. Адміністративний центр — село Горигляди.

## Загальні відомості
- Територія ради: 3,433 км²
- Населення ради: 1 220 осіб (станом на 2001 рік)
- Територією ради протікає річка Дністер

## Населені пункти
Сільській раді були підпорядковані населені пункти:
- с. Горигляди

## Склад ради
Рада складалася з 16 депутатів та голови.
- Голова ради: Соловій Анатолій Володимирович
- Секретар ради: Михайлюк Олександр Михайлович

### Керівний склад попередніх скликань
| Прізвище, ім'я, по батькові    | Основні відомості                                                                     | Дата обрання | Дата звільнення |
| ------------------------------ | ------------------------------------------------------------------------------------- | ------------ | --------------- |
| Дикунова Ганна Дмирівна        | Сільський голова, 1951 року народження, член Всеукраїнського об'єднання «Батьківщина» | 26.03.2006   | 31.10.2010      |
| Підгірний Юрій Михайлович      | Сільський голова, 1972 року народження, освіта вища, безпартійний                     | 31.10.2010   | 11.09.2013      |
| Соловій Анатолій Володимирович | Сільський голова, 1957 року народження, освіта середня спеціальна, безпартійний       | 25.05.2014   |                 |

Примітка: таблиця складена за даними сайту Верховної Ради України

### Депутати
За результатами місцевих виборів 2010 року депутатами ради стали:

#### За суб'єктами висування
| Суб'єкт висування                                       | Кількість обраних депутатів | %    |
| ------------------------------------------------------- | --------------------------- | ---- |
| Самовисування                                           | 14                          | 87,5 |
| Політична партія Всеукраїнське об'єднання «Батьківщина» | 2                           | 12,5 |

#### За округами
| № округу                                                | Прізвище, ім'я, по батькові    | Дата визнання обраним | Освіта             | Партійна приналежність                        | Відомості про обраного депутата                                    |
| ------------------------------------------------------- | ------------------------------ | --------------------- | ------------------ | --------------------------------------------- | ------------------------------------------------------------------ |
| Політична партія Всеукраїнське об'єднання «Батьківщина» |                                |                       |                    |                                               |                                                                    |
| 3                                                       | Німащук Марія Михайлівна       | 05.11.2010            | вища               | член Всеукраїнського об'єднання «Батьківщина» | Гориглядівська сільська рада, бухгалтер                            |
| 9                                                       | Підгірна Наталя Володимирівна  | 05.11.2010            | середня спеціальна | член Всеукраїнського об'єднання «Батьківщина» | Гориглядівське відділення поштового зв'язку, начальник             |
| Самовисування                                           |                                |                       |                    |                                               |                                                                    |
| 1                                                       | Василишин Калинко Іванович     | 05.11.2010            | середня спеціальна | позапартійний                                 | пенсіонер                                                          |
| 2                                                       | Мостова Олександра Федорівна   | 05.11.2010            | вища               | позапартійна                                  | Будинок творчості на базі Гориглядівської школи, художній керівник |
| 4                                                       | Микитин Світлана Михайлівна    | 05.11.2010            | вища               | позапартійна                                  | Гориглядівська загальноосвітня школа, педагог                      |
| 5                                                       | Микитин Марія Мирославівна     | 05.11.2010            | середня            | позапартійна                                  | ПАП Горигляди, бухгалтер                                           |
| 6                                                       | Кавінська Наталя Василівна     | 05.11.2010            | вища               | позапартійна                                  | Гориглядівський дитячий садок, вихователь                          |
| 7                                                       | Ткачук Галина Михайлівна       | 05.11.2010            | середня            | позапартійна                                  | тимчасово не працює                                                |
| 8                                                       | Коропецька Лариса Михайлівна   | 05.11.2010            | середня            | позапартійна                                  | Гориглядівська сільська рада, прибиральниця                        |
| 10                                                      | Михайлюк Олександра Михайлівна | 05.11.2010            | вища               | позапартійна                                  | Гориглядівська сільська рада, секретар                             |
| 11                                                      | Калитюк Марія Володимирівна    | 05.11.2010            | середня            | позапартійна                                  | Монастирський молокозавод, молокоприймальник                       |
| 12                                                      | Татарчук Галина Михайлівна     | 05.11.2010            | середня            | позапартійна                                  | тимчасово не працює                                                |
| 13                                                      | Микитин Оксана Каленківна      | 05.11.2010            | середня            | позапартійна                                  | Гориглядівська бібліотека, бібліотекар                             |
| 14                                                      | Соловій Наталя Михайлівна      | 05.11.2010            | середня спеціальна | позапартійна                                  | Гориглядівський дитячий садок, кухар                               |
| 15                                                      | Бондаренко Галина Михайлівна   | 05.11.2010            | вища               | позапартійна                                  | тимчасово не працює                                                |
| 16                                                      | Цибик Лілія Дмитрівна          | 05.11.2010            | середня спеціальна | позапартійна                                  | тимчасово не працює                                                |